# Global Game Jam
The Global Game Jam (GGJ) — це наймасштабніше міжнародне змагання зі створення комп'ютерних ігор. Створений Susan Gold, Ian Schreiber, Gorm Lai та Foaad Khosmood, які його створили під керівництвом International Game Developers Association Education SIG задля об'єднання разом людей, які можуть експериментувати, працювати в команді, вигадувати щось нове. На кожній локації учасники об'єднуються у невеликі групи для створення нових, креативних, цікавих ігор на задану тему та презентації їх назагал, за обмежений час у 48 годин.

## Учасники
Учасники Global Game Jam мають дуже різні навички та досвід створення ігор. До участі запрошуються абсолютно всі, від студентів та їх наставників до професіональних програмістів та дизайнерів.

## Минулі заходи
Перший Global Game Jam був проведений з 30 січня до 1 Лютого, 2009 року на 53 локаціях по всьому світу. Протягом джему 1650 учасників створили 370 ігор.

## Теми ігор
- 2009 — "As long as we have each other, we will never run out of problems"
- 2010 — "Обман" (та додаткові специфічні для місцевості підтеми, наприклад: "Дощ в Іспанії йде тільки на рівнинах")
- 2011 — "Зникнення"
- 2012 — "Зображення Уробороса"
- 2013 — "Звук серцебиття"
- 2014 — "Ми не бачимо речі якими вони є, ми бачимо їх якими ми є."
- 2015 — "Що ми зараз робимо?"
- 2016 — "Ритуал"
- 2017 — "Хвилі"
- 2018 — "Трансмісія"[1]
- 2019 — "Що для вас означає Дім"[2]
- 2020 — "Ремонт"[3]

## Участь українських команд
У 2016 році Global Game Jam зібрав у світі 37000 учасників, які створили 6866 ігор. Тоді ж і Україна долучилась до цієї світової події. У стінах Кропивницької льотної академії НАУ зібрались 78 представників Києва, Харкова, Кропивницького, Вінниці, Одеси, Запоріжжя та інших міст, які створили 14 проєктів.